# 奥列格·戈沃伦
奥列格·马尔科维奇·戈沃伦（俄語：Олег Маркович Говорун，1969年1月15日—），俄罗斯联邦政治人物。2012年担任政府地区发展部长。

## 生平
1969年生于伊尔库茨克州。1976年至1986年在莫斯科州普希金诺读中学。1987年至1989年，在苏联武装力量服役。1993年毕业于莫斯科林业工程学院，获化学工程学位。毕业后在俄罗斯阿尔法银行工作，后来进入俄罗斯总统办公厅。2008年11月加入统一俄罗斯党。2011年9月被梅德韦杰夫任命为驻中央聯邦管區全权代表，同时成为俄羅斯聯邦安全會議成员。
2012年5月，转任梅德韦杰夫政府的地区发展部长，7月跟随梅德韦杰夫访问俄日争议岛屿南千岛群岛的国后岛。同年9月，因为没有依照总统指示拟定财政政策（在准备2013至2015财年预算时没有考虑他先前承诺的养老金改革），连同马克西姆·托皮林、德米特里·利瓦诺夫被普京公开批评处分。在受到普京批评后，戈沃伦几乎一周没有上班。10月17日被普京解除部长职务，没有给出任何解职原因。
根据俄罗斯官员2014年财产申报表，戈沃伦在2014年的收入为1.14亿卢布，相当于普京收入的15倍。

## 任职履歷
- 2000年至2004年，俄罗斯总统办公厅地区政策局第一副局长。
- 2004年至2006年，俄罗斯总统办公厅内政局副局长。
- 2006年3月至2011年9月，俄罗斯总统办公厅内政局局长。
- 2011年9月至2012年5月，俄罗斯联邦总统驻中央聯邦管區全权代表。
- 2012年5月至10月，俄罗斯联邦政府地区发展部长。
- 2013年10月至2019年4月，俄罗斯总统办公厅总统与独联体成员国、阿布哈兹和南奥塞梯社会经济合作管理局局长（2018年10月改称跨境合作管理局）。
- 2019年5月至今，ДОМ.РФ银行董事会副主席。

## 荣誉
- 荣誉勋章（2009年）
- 友谊勋章（2008年）
- 二级祖国功勋奖章（2003年12月29日）